# Ramal do Estádio Nacional

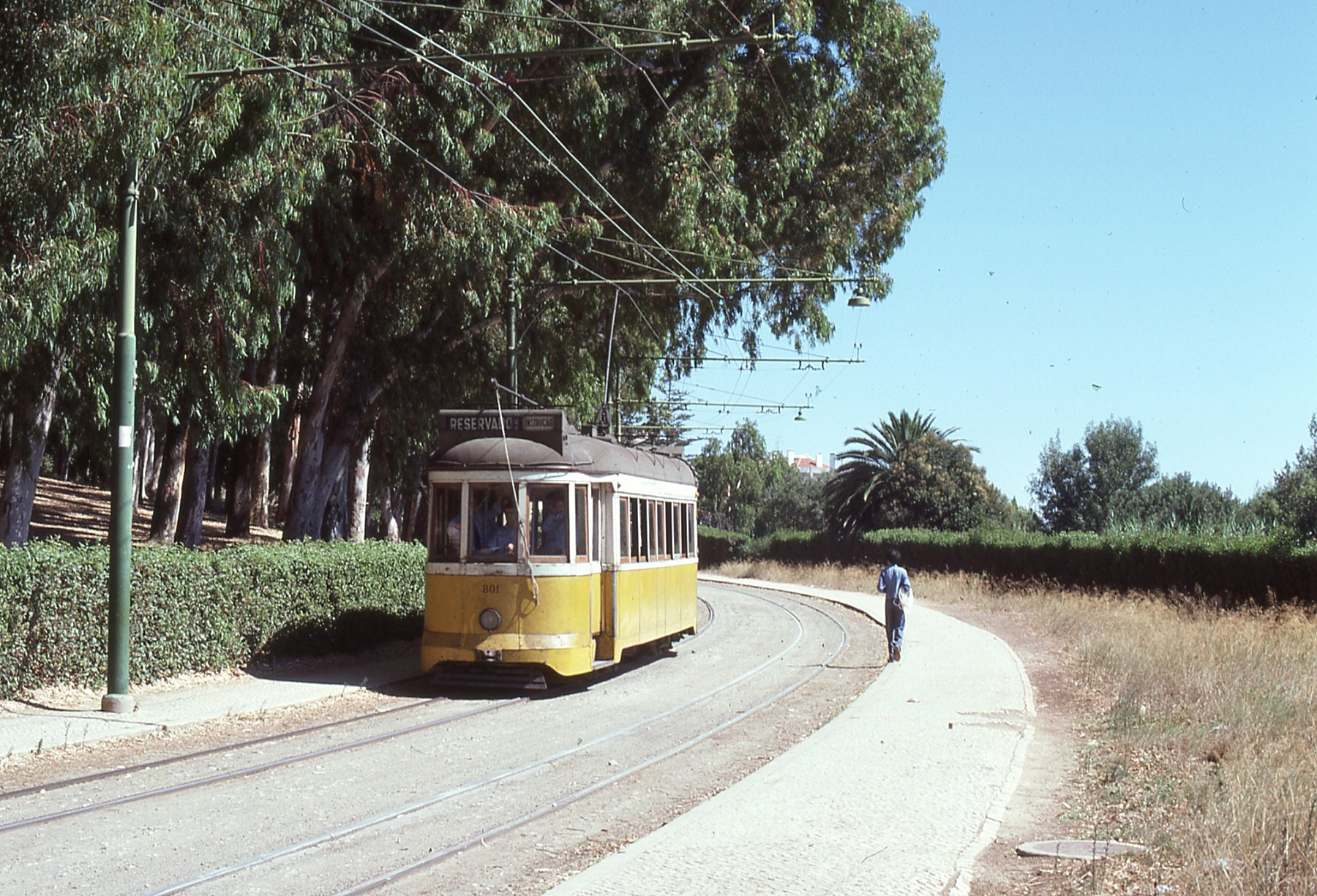
Elétrico da Carris no Estádio Nacional, terminal de linha paralela ao Ramal do Estádio Nacional, duas ferrovias extintas.

O Ramal do Estádio Nacional foi um curto ramal ferroviário português que ligava a estação da Cruz Quebrada (Linha de Cascais) ao Estádio Nacional do Jamor, orientado na direção do terminal Cais do Sodré. A estação terminal, e única do ramal, situava-se onde foi mais tarde construída a Piscina Olímpica do Jamor.[carece de fontes?]
Foi aberto à exploração em 16 de junho de 1944 (6 dias depois da inauguração do próprio estádio) e destinava-se a serviço eventual de passageiros em dias de eventos desportivos importantes, circulando comboios com partida do Cais do Sodré antes de cada evento e no sentido inverso depois de este terminado. A sua exploração foi regulamentada pelo Decreto-Lei n.º 35867, de 18 de setembro de 1946.
Na década de 1980, este ramal tinha apenas utilização ocasional aquando de eventos desportivos que merecessem da C.P. a organização de circulações especiais. O Diário de Lisboa de 25 de Março de 1985 noticiou que no dia anterior tinha havido uma tentativa de sabotagem do ramal, levando ao cancelamento da maior parte dos comboios especiais que a operadora Caminhos de Ferro Portugueses tinha organizado no âmbito do Campeonato Mundial de Corta-Mato, realizado no Estádio Nacional. Numa ação que a C.P. considerou como de «puro vandalismo», a via férrea foi bloqueada com aterros e pedras bem como com travessas ali armazenadas para futura «renovação da via», tendo sido igualmente danificados postes de catenária, agulhas, a bilheteira provisória, e uma vedação para controlo de passageiros, tudo aparentemente efetuado com recurso a maquinaria pesada. A circulação foi reposta às 14:30, depois de uma equipa de via e obras da companhia ter desobstruído a via.
Não obstante, na semana seguinte este ramal foi desafetado ao domínio público ferroviário, pelo Decreto-Lei n.º 92/85 de 1 de abril de 1985, alegando-se que estaria «em estado de completo abandono e degradação».
Parte do canal do deste troço ferroviário, incluindo viaduto sob a Avenida Marginal (=EN6), que se manteve desobstruído desde o encerramento, está incluído no traçado previsto para a linha do Liós Ocidental, desde pelo menos 2020.